# Artesa (revista)
Artesa, cuadernos de poesía fue una revista literaria dirigida por Antonio L. Bouza y publicada en Burgos a partir de 1969.

## Historia
A finales de 1968, se conforma en Burgos una tertulia integrada por diversos poetas como Jesús y Tino Barriuso, Luis Carlos Balbás Ruesgas y Antonio L. Bouza (a la que después se incorporarán nuevas figuras). En el seno de esta tertulia surge la idea de publicar una revista literaria a la que darán el nombre de Artesa. Apareció en 1969 y su primera portada se debe al pintor Luis Sáez.
Desde entonces y hasta el número quince la revista se publica de forma intermitente. A partir de entonces, pese a la práctica desaparición de la tertulia, la revista prosiguió y se editó de forma regular gracias al empeño de Luis Conde, Jaime L. Valdivielso y especialmente Antonio L. Bouza. Su último número periódico salió en 1977 y después tuvo nuevas publicaciones intermitentes hasta mediados de los años ochenta. Tras un largo periodo sin nuevos números, en 2018 se publicó un monográfico especial en recuerdo a Tino Barriuso, coordinado por Óscar Esquivias y Rodrigo Pérez Barredo, con diseño de Asís G. Ayerbe. En este número, se publicaron póstumamente dos poemas inéditos de Barriuso.
En 2010 el Instituto Castellano y Leonés de la Lengua, en colaboración con el Instituto Municipal de Cultura de Burgos, organizó una exposición dedicada a Artesa que se vio en Burgos, en el Círculo de Bellas Artes de Madrid y en otras ciudades. También se realizó una edición facsímil en cinco tomos reuniendo la totalidad de las publicaciones editadas hasta la fecha.

## Propósito editorial
En palabras de Bouza, la revista surgió para modernizar la escena poética española, retrógrada en posiciones oficialistas y con posicionamientos (interesados) contrarios. La revista apostó por el experimentalismo y por la difusión de géneros poco frecuentes, como la poesía visual.

## Colaboradores literarios y plásticos
En Artesa publicaron escritores como Camilo José Cela (al que se le dedicó un monográfico en su faceta como poeta), Max Aub, Grabriel Celaya, Victoriano Crémer, Juan Eduardo Cirlot (al que se dedicó en exclusiva otro número), Carlos Edmundo de Ory, Leopoldo Panero, Dionisio Ridruejo, Miguel Ángel Asturias, Vicente Aleixandre, Dámaso Alonso o Jorge Guillén. Además, crearon ilustraciones para la revista  artistas como Luis Sáez, Francisco Conesa o Eduardo Chillida, quien diseñó la portada para el mencionado número dedicado a Juan Eduardo Cirlot.